# ريج جونسون
ريج جونسون (بالإنجليزية: Reg Johnson)‏ هو عالم بيئة وعالم طيور أسترالي، ولد في 2 يناير 1921، وتوفي في 22 مايو 2011.